# Hostin Hradec
Hostin Hradec (auch Hostinhradek; Hostin Hradecz, Hosczin Hradek; deutsch Hostas Burg bzw. Burg des Hosta) ist eine untergegangene hochmittelalterliche Burg in Tschechien. Sie hat sich wahrscheinlich im nordostböhmischen Raum befunden, ist jedoch bisher nicht lokalisierbar. Die Burg wurde 1140 als Sterbeort des Přemyslidenherzogs Soběslav I. erwähnt.

## Geschichte
Nach einer Schrift der Vyšehrader Kanoniker verbrachte Soběslav ab Weihnachten 1139 seine letzten Lebenswochen auf der Burg Hostin Hradec, nachdem er sich auf seinem Hof Chvojna (Chwoyno) in Ostböhmen eine tödliche Krankheit zugezogen hatte, an der er am 14. Februar 1140 verstarb.

## Lokalisierungsversuche
- Ausgehend von der Namensähnlichkeit von Hostin Hradec mit Hostinné (Arnau) wurde die Burg zumeist in der Gegend von Hostinné zu lokalisieren versucht.
  - In der Vergangenheit wurde Hostin Hradec vielfach mit der alten Burg Hostinné gleichgesetzt.
  - Ganz in der Nähe liegt der Schlossberg, auf dem zum Ende des 17. Jahrhunderts an Stelle einer alten Feste als Schloss Nové Zámky errichtet wurde. Sommer/Zippe[2] mutmaßen hier den Standort der Burg Soběslavs über der Furt der alten Schlesischen Straße über die Elbe.
  - Wenig südlich erhebt sich bei Debrné über dem Elbtal der Bradlo (519 m). Auf ihm befand sich zwischen dem 13. und 14. Jahrhundert eine Burg der zur Ballei Böhmen zugehörigen Deutschordensritterkommende Miletín. In neuzeitlichen Quellen wird Hostin Hradec häufig auf dem Bradlo vermutet.[3]
- Ausgehend von der schweren Krankheit des Fürsten wird angenommen, dass sich die Burg Hostin Hradec unweit seines Hofes Chvojna (Chwoyno) befunden haben muss. Dieser wird in Vysoké Chvojno bzw. in Königinhof[4] vermutet. Danach käme als Standort der Burg der Hügel Na Hradcích (335 m) zwischen Holice, Ostřetín und Veliny in Frage, auf dem sich den Überlieferungen nach eine Burg Velký Hradec befunden hat und auch noch Reste von Wallanlagen erhalten sind.[5]
- Weitere Deutungen vermuten unter Hostin Hradec das heutige Hradec Králové.[3]